# Liste der Monuments historiques in Vaux-lès-Mouzon
Die Liste der Monuments historiques in Vaux-lès-Mouzon führt die Monuments historiques in der französischen Gemeinde Vaux-lès-Mouzon auf.

## Liste der Objekte
| Bezeichnung                     | Beschreibung                                                                                                   | Standort                          | Kennzeichnung | Schutzstatus | Datum | Bild |
| ------------------------------- | --- | --------------------------------- | ------------- | ------------ | ----- | ---- |
| Chorgestühl und Wandvertäfelung | Eichenholz, 18. und 19. Jahrhundert; zwei Reliefs möglicherweise aus der Abtei Orval in Florenville in Belgien | in der Kirche St-Sébastien (Lage) | PM08001319    | Inscrit      | 2015  |      |
| Skulptur Madonna mit Kind       | Holz, 18. Jahrhundert                                                                                          | in der Kirche St-Sébastien (Lage) | PM08000575    | Classé       | 1959  |      |